# Le droit à la vie
Le droit à la vie er en fransk stumfilm fra 1917 af Abel Gance.

## Medvirkende
- Paul Vermoyal som Pierre Veryal.
- Léon Mathot som Jacques Alberty.
- Andrée Brabant som Andree Mael.
- Georges Paulais som Marc Toln.
- Eugénie Bade